# Taeping
Die Taeping war ein britisches Dreimastvollschiff, das 1863 in Kompositbauweise von Robert Steele & Co. im schottischen Greenock gebaut wurde. Sie galt als einer der schnellsten und elegantesten Chinaklipper ihrer Zeit und war das erste Schiff dieses Typs, das die Werft baute – Verwendung fanden dabei eiserne Spanten und eine Beplankung aus Grünherzholz- und Teak. Entworfen als so genannter Extrem-Klipper besaß sie zu Gunsten höherer Geschwindigkeit eine verringerte Ladekapazität und sollte explizit schneller sein als die Fiery Cross – jener Klipper, der 1861 und 1862 jeweils die Tee-Rennen gewinnen und die wertvolle erste Lieferung Tee der neuen Ernte aus China kommend in London (genauer: in Gravesend) löschen konnte.
Die erste Reise der Taeping Richtung Großbritannien begann am 1. Juli 1864 in Shanghai. Bereits am 23. Juli wurde sie jedoch vom Kanonenboot Flamer in den Hafen von Xiamen geschleppt, nachdem sie in einem Taifun vor Taiwan Mastbruch erlitten und sowohl den Vormast als auch den Bugspriet und Teile des Groß- und des Kreuzmastes eingebüßt hatte. Auch die Galionsfigur ging verloren. Nach der Reparatur setzte sie ihre Reise fort, der Tee wurde jedoch bereits vor Einfahrt in die Themse in Deal in der Grafschaft Kent verkauft. Auch in der Saison 1865 brachte die Taeping keinen großen Erfolg, da sie die Docks in Fuzhou zu spät erreichte und dort keinen Tee mehr an Bord nehmen konnte. Daher musste man auf Shanghai ausweichen und kam entsprechend später in London an, wo die Ladung nur noch zu geringem Preis verkauft werden konnte.
Der Nachwelt ist die Taeping insbesondere eingedenk einer Fahrt in Erinnerung geblieben: Des „Großen Tee-Rennens von 1866“ („The Great Tea Race of 1866“), an dem insgesamt neun Schiffe teilnahmen. Am 30. Mai legte sie in Fuzhou ab und erreichte Bug an Bug mit der Ariel die Mündung der Themse, verschaffte sich dann jedoch auf Grund ihrer geringeren Verdrängung unerwartet noch einen Vorsprung und legte schließlich nach 102 Tagen mit nur 20 Minuten Vorsprung an. Dies war somit das knappeste aller Tee-Rennen und stieß – auch auf Grund der auf den möglichen Sieger abgeschlossenen Wetten – auf großes mediales und öffentliches Interesse. Jedes Crewmitglied der Taeping erhielt zehn Schilling pro geladener Tonne und man teilte diesen Bonus mit der Besatzung der Ariel. Auch Kapitän McKinnon teilte seine Provision von 100 Pfund Sterling mit John Keay, dem Kapitän des ärgsten Konkurrenten. Donald McKinnon, unter dessen Kommando das Schiff zunächst stand, stammte von der Insel Tiree in den Inneren Hebriden. Auf der ersten Fahrt nach dem legendären Tea Race erkrankte er jedoch auf dem Weg nach Shanghai schwer und ging in der südafrikanischen Algoa Bay von Bord. Die Kapitänsaufgaben übernahm der Erste Maat Joseph Dowdy. Am 3. Dezember 1866 starb MacKinnon auf seiner Heimreise in der Tafelbucht im Alter von nur 41 Jahren. 1867 gelang es der Crew der Taeping unter Dowdy, erneut die erste Ladung Tee der Saison in London abzuliefern – diesmal sogar mit einer Woche Vorsprung vor der Konkurrenz.
Am 8. September 1871 brach die Taeping zu ihrer letzten Fahrt auf. Sie hatte in Xiamen Tee an Bord genommen und unter Kapitän Gissing Kurs Richtung New York City genommen. Im Südchinesischen Meer lief sie vierzehn Tage später auf das Ladd’s-Riff und musste aufgegeben werden. Alle Besatzungsmitglieder bestiegen Rettungsboote, doch lediglich das Boot des Maats mit sechs Männern an Bord konnte nach drei Tagen des Umhertreibens aufgegriffen werden.
| Nummer | Beginn       | Ankunft      | Start     | Ziel          | Ladung   | Dauer in Tagen | Bemerkung                                                                   |
| ------ | ------------ | ------------ | --------- | ------------- | -------- | -------------- | --------------------------------------------------------------------------- |
| 1      | 01. 07. 1864 | 23. 07. 1864 | Shanghai  | London        |          | 23             | In Xiamen abgebrochen.                                                      |
| 2      | 08. 10. 1864 | 04. 01. 1865 | Xiamen    | Deal          |          | 88             |                                                                             |
| 3      | 29. 06. 1865 | 27. 10. 1865 | Shanghai  | London        |          | 104            | In Fuzhou hatte man wegen Verspätung keinen Tee mehr an Bord nehmen können. |
| 4      | 30. 05. 1866 | 06. 09. 1866 | Fuzhou    | London        | 779,30 t | 102            | Sieg im „Great Tea Race“                                                    |
| 5      | 03. 06. 1867 | 15. 09. 1867 | Fuzhou    | London        | 498,91 t | 102            | Sieg im Tee-Rennen                                                          |
| 6      | 28. 05. 1868 | 03. 09. 1868 | Fuzhou    | London        |          | 102            | Viertplatziert im Tee-Rennen                                                |
| 7      | 13. 07. 1869 | 23. 10. 1869 | Fuzhou    | Deal          |          | 102            |                                                                             |
| 8      | 05. 06. 1870 | 28. 09. 1870 | Guangzhou | London        |          | 115            |                                                                             |
| 9      | 08. 09. 1871 | 22. 09. 1871 | Shanghai  | New York City |          | 14             | Letzte Fahrt; Schiffsverlust.                                               |